# 2011년 남수단 독립 국민투표
남수단이 수단의 영토로 남을 지 새 독립국가를 수립할 지를 결정하는 국민투표 가 2011년 1월 9일부터 2011년 1월 15일까지 수단 남부 10개 주(현 남수단)에서 열렸다. 이 국민투표는 2005년 수단 하르툼 중앙 정부와 수단 인민 해방군(SPLA/M) 사이에 맺은 나이바샤 협정에 따른 결과 중 하나이다. 2011년 2월 7일 개표 결과 투표율 97.58%, 찬성율 98.83%로 분리 독립이 확정되었고 수단은 투표 결과를 수용하였다. 2011년 7월 9일 국호를 남수단으로 정하여 수단으로부터 독립된 주권국가로 거듭나게 되고, 이어 유엔에도 정식 회원국으로 가입하게 된다.

## 투표

국민투표에 쓰인 투표 용지. 왼쪽은 분단(독립 찬성), 오른쪽은 통합(독립 반대)을 뜻한다.

2011년 1월 9일에 국민투표가 시작되었다. 투표 시작 3일 째인 1월 12일에 수단 인민 해방군의 대리인이 자신들이 추산한 바에 따르면 투표가 유효하기 위해 넘어야 하는 최소 수치인 투표율 60%(약 230만명의 유권자)를 돌파했다고 밝혔다. 공식적인 확인서는 국민투표위원회가 유효 투표율이 최소 필요치인 60%를 돌파했다고 발표한 날에 늦게 나왔다. 1월 13일에는 지미 카터가 국민투표는 투표의 목적과 유권자들의 자유에 대한 국제적인 분위기와 일맥상통하기를 바란다는 자신의 입장을 밝혔다.
| 2011년 남수단 독립 여부 국민투표 | 2011년 남수단 독립 여부 국민투표 | 2011년 남수단 독립 여부 국민투표 |
| 찬성 또는 반대                   | 득표수                           | 득표율                           |
| -------------------------------- | -------------------------------- | -------------------------------- |
| 찬성                             | 3,792,518                        | 98.83%                           |
| 반대                             | 44,888                           | 1.17%                            |
| 유효표                           | 3,837,406                        | 99.62%                           |
| 무효표                           | 14,588                           | 0.38%                            |
| 총 득표수                        | 3,851,994                        | 100.00%                          |
| 투표율                           | 97.58%                           | 97.58%                           |
| 필요 최소 투표율                 | 60.00%                           | 60.00%                           |
| 출처: 국민 투표 위원회 최종 발표 |                                  |                                  |

## 같이 보기
- 2006년 몬테네그로 독립 국민투표